# Halland
Halland er et svensk landskab, der er stort set sammenfaldende med Hallands län. Mod syd danner Hallandsåsen grænse mod Skåne, i øst grænser Halland op til Småland, i nord til Västergötland og mod vest ligger Kattegat.

## Geografi
Det øst for Halland beliggende højland udbreder sig med forgreninger af bjerge og åser tillige over størstedelen af dette landskab og overgår efter uregelmæssige højdedrag og lavninger til et sletteland, som, omend stedvist afbrudt og trængt af højder, strækker sig langs kysten med sin største bredde langs foden af grænsehøjdedraget i syd, Hallandsåsen, og ophørende mod bjerghøjderne i landskabets nordligste del. Den bohuslenske kysts natur af vige og skærgård fortsætter, omend i svagere former, i Hallands nordlige del, hvor Kattegat danner flere vige, så som den brede og dybe Kungsbackafjord, Vendelsö-, Båte-, Kloster-, Kärra- og Torpafjordene.
Syd for sidstnævnte fjord ligger Getterøen, den største ø ved kysten, dog blot 3 km2, og dermed ophører de gode opankringspladser og kysten ligger åben. Ved grænsen mod øst har landet en højde af 130-180 m.o.h., men det når også på et par steder til 200 m. Den største højde findes i syd, hvor Hallandsåsen har sit højeste punkt, 226 m.
Nogen nævneværdige vandsamlinger findes ikke i landskabet, men på grænsen mod Västergötland og Småland ligger mange søer, som således delvist strækker sig ind i det, den største Lygnern (15 m.o.h.) med omkring 16 km2, hvilken via Rolfsån afstrømmer til Kungsbackafjorden, Fegen (132 m.o.h.), i hvilken dette landskab møder de to landskaber i øst, og Frillen (152 m.o.h.). Blandt de mange vandløb må især nævnes de fire fra højlandet vest og syd for Vätterns sydlige ende kommende åer Viskan, som falder i Klosterfjorden, Ätran, som i sit nederste løb tillige har navn efter den by, som den flyder forbi, og kaldes Falkenbergsån, Nissan der udmunder ved Halmstad i Laholmsbugten samt Lagan, som udmunder i samme brede vig. Remsen "Laga Ni, så äta vi" skal hjælpe til at huske rækkefølgen (fra syd til nord).
Landskabet er til sin natur væsentlig uens i den vestre og østre del. Kystlandet til en bredde af omkring 15 km. er et, i det store og hele set, frodigt land, vel dyrket og tæt befolket, mens der imod det magre højland mod øst har store skovløse vidder, lyngheder og moser, med små dyrkningsmuligheder for den af samme grund spredte befolkning. I mange af slettelandets sogne opgjordes den dyrkede jord omkring 1. verdenskrig til 60-90 % af arealet, men var mange steder i højlandet mindre end 8 %, endda blot 4 à 5 %, og mens befolkningstætheden var 40-60 personer og der over pr. km2 land i de vestlige egne, udgjorde den tilsvarende tæthed i højlandets sogne blot 9-15 personer.

## Købstæder
Falkenberg, Halmstad, Kungsbacka, Laholm og Varberg.

## Geologi
Vedrørende Hallands geologiske beskaffenhed ved man, at bjerggrunden udgøres overvejende af urformationens røde, delvis rødgrå gnejser og gnejsgraniter med indlejringer af diorit og dioritskifer. På en række steder stikker bjerge ud af de yngre jordaflejringer, bortset fra i visse lavere dele af selve kystlandet, hvor bjerggrunden stundom er helt dækkede af disse sidstnævnte aflejringer. Ved Varberg udgøres et område af en grønagtig, pyroxenførende urbjergart, mest kendt under benævnelsen Varbergsgranit, hvilken i industrielt henseende er ganske værdifuld og som i stor skala er blevet brudt ved Varbergs fæstning og ved Äppelvik, syd for byen.
En rødgrå gnejs er blevet brudt flere steder langs kysten ved og nord for Halmstad. Vest for denne by, i Söndrums socken, blev på den samme grundlagt et stenhuggeri. Bjerggrunden inden for den sydligste del af Halland, neden for den nordlige skrænt af Hallandsåsen, udgøres af kridtformationens bjergarter.
I henseende til de løse jordaflejringer byder provinsen på ganske rig variation. Krosstensgrus og rullestensgrus samt flere slags ler og sand forekommer. De førstnævnte er mest almindelige i de højere liggende områder, de sidstnævnte i slettelandet. I omegnen af Halmstad samt mellem Falkenberg og Varberg er flere steder tydelige endemoræner dannede med retning nordvest-sydøst. Ved foden af Hallandsåsen udgøres krosstensgrusets nedre del af kridtgrus. Såvel dette som den, i det mindste i kystlandet, meget almindeligt forekommende lermergel (kalkholdig glacialler) er som jordforbedringsmiddel af stor betydning. Lermergelens mægtighed er ganske stor: på sletten nord for "åsen" overstiger den 30 m. Oftest dækkes mergelen af kalkfrit ler og sand.
Tørvemoser, delvis opdyrkede, delvis anvendbare til brændsel, forekommer ret alment.
Langs kysterne, fx ved Laholmsbugten, findes flyvesandsaflejringer, stedvis samlede i klitter af op til 10 m.s højde.

## Klima
Halland har på grund af sin forholdsvis store kyststrækning et for Sverige mildt klima, især med hensyn til vinteren. Beliggenheden ved det Sydsvenske højland gør, at nedbøren er ret stor. Klimaet udviser kun små forskelle i nord-sydlig retning, men der imod relativt store forskelle i øst-vestlig retning, beroende på variationen i højden over havet, hvilken vokser med afstanden til kysten.
Nedbøren er ret jævnt fordelt over året, noget lavere om foråret og højere om efteråret. Nedbøren vokser fra omkring 700 millimeter per år ved kysten til som højst 1.100 millimeter i indlandet. Også luftfugtigheden er højere i indlandet.
Forskellen i middeltemperaturen mellem kysten og indlandet er omkring en grad celsius, forskellen er størst om efteråret og mindst om foråret.
Kysten har omkring 2.100 soltimer per år, mens indlandet har omkring 1.600 soltimer.

## Plantevækst og dyreliv
Halland kan i henseende til plantevækst og dyreliv inddeles i tre regioner, med varierende afstand til kysten: kystsletten, overgangsbygden og skovbygden. Området op til Värö-området og nærmest kysten tilhører kystsletten. Det er for en stor dels vedkommende opdyrket og har en høj befolkningstæthed. Dens øvrige overflade har en stor artsrigdom. Jorden består først og fremmest af sandholdige og lerede sedimentjorder.
Overgangsbygden består i omtrent lige store dele af dyrket land og skov. Her findes tillige de fleste af landskabets løvskove. Bygden omfatter Hallandsåsens nordskrænt, en stribe mellem kystsletten og skovbygden op til Värö-området samt største delen af området nord på.
Skovbygden omfatter de østligste dele af landskabet. Den domineres af nåleskov. I de sydliggere og mellemste dele findes mange moser. Jordbunden er relativt næringsfattig.
Omkring 60 procent af Hallands overflade er bevokset med skov, hvor gran dominerer. Tidligere fandtes betydelige lyngheder, samtidigt som andelen af skov var mindre. Frem til 1800-tallet var sandflugt et relativt stort problem.

## Fredninger
Den største af Hallands øer er Balgö, der udgør et naturreservat med blandt andet Hallands største bestanddel af strandtudser.

## Historie
Halland har hørt til Danmark siden vikingetiden, idet Ottar fra Hålogaland i 880-årene sejlede fra Skiringsal i Vestfold til Hedeby og omtaler det land, som han sejlede forbi som dansk.

### Middelalderen
Fra middelalderen og frem efter har Halland været regnet som et af Skånelandene (Skåne, Halland, Blekinge og Bornholm), og i Halland anvendtes skånske lov som landslov og landsting blev afholdt i Getinge. I kong Valdemars Jordebog opregnes syv hallandske kongelev: Laholm, Halmstad, Faurås, Sjönevad, Vare, Grimeton og Tölö.
Fra 1200-tallet og frem efter blev Halland skueplads for et stort antal krige mellem, især, Sverige og Danmark. De mange krige bidrog til at gøre landskabet fattigt, dels ved de derved forårsagede omfattende ødelæggelser, dels fordi de medførte at indbyggerne ikke anså det som værd at gennemføre større investeringer, efter som de alligevel riskerede at blive ødelagte under krige.
Landskabet blev udplyndret tre gange i 1200-tallet, først 1256 af den norske konge Håkon Håkonsson, senere 1277 af den svenske konge Magnus Ladulås og endelig 1294 af den danske konge Erik Menved. Under det følgende århundrede blev Halland delt i to dele (med Ätran som grænse) og byttede hersker et stort antal gange inden, at det atter blev dansk under Valdemar Atterdag. Det var også i denne periode at Varberg Fæstning anlagdes.
Forviklingerne mellem de tre nordiske lande førte til, at Nørrehalland og Sønderhalland hver for sig blev brudt løse fra Danmark fra 1280'erne til 1360'erne. I 1216 gjorde Valdemar Sejr sin søn Niels til greve af Halland. Dennes søn Niels Nielsen måtte nøjes med nørre Halland i 1241, og dennes søn, Jakob Nielsen, fik først nørre Halland i arv i 1283, mens et andet medlem af kongehuset, Erik Knudsen, blev hertug af søndre Halland i 1284. Grænsen mellem de to områder gik ved Ätran. Det er muligt at Jakob Nielsen var modstander af kong Erik Klipping og medvirkede ved mordet i 1286. Kampen mod Erik Klippings søn Erik Menved medførte, at Jakob lod opføre borgen Varberg.
Takket være Kalmarunionen kom Halland pludseligt til at indtage en central placering. Kongen skulle ifølge unionsaftalen vælges i Halmstad.
Under Engelbrektsoprøret i 1434 blev landskabet besat og blandt andet afbrændtes borgen i Falkenberg. Efter, at fred var indgået i 1435, blev der atter stridigheder under første halvdel af 1436, som medførte, at Lagaholm erobredes af svenskerne. Nye stridigheder mellem svenskere og danskere brød ud i begyndelsen af 1500-tallet og fik indflydelse på forholdene i Halland. Det skete blandt andet 1519 da grænseegnene hærgedes af svenske soldater som hævn for, at Västergötland var blevet hærget af danske soldater. Også under Grevens Fejde var der kampe i Halland.
Fra 1500-tallet og frem til 1800-tallet havde landskabet store problemer med flyvesand, hvilket fortrinsvist skyldtes omfattende afskovning.
Under Nordiske Syvårskrig og Kalmarkrigen blev Halland atter skueplads for svensk-danske kampe, blandt andet slaget ved Axtorna 1565.

### 1600-tallet og senere
Halland blev overdraget Sverige for en periode på 30 år ved freden i Brömsebro i 1645 og blev permanent svensk ved freden i Roskilde i 1658. Den sidste kamp på hallandsk jord skete med slaget ved Fyllebro den 17. august 1676 under Skånske krig.
I begyndelsen lod svenskerne den nye provins styre af en guvernør. I 1658 udnævntes den første landshövding samtidigt med den første länsstyrelse i henhold til svensk lov. Mellem 1658 og 1719, men med nogle års undtagelse, fandtes et eller et par generalguvernementer med overhøjhed over de nye provinser.
I 1683 indførtes svensk lov. I 1719 afskaffedes forvaltningsformen guvernement og generalguvernement i den indenrigs forvaltning i Sverige, og Halland blev da len i fuld betydning.
De fredeligere forhold medførte, at udviklingen i landskabet kunne tage fart igen. Jordbruget effektiviseredes og var i midten af 1800-tallet et af landets mest effektive. Samtidig forblev landskabet i mangt og meget provinsielt og fattigt, især de indre skovbygder. Erosion og sandheder med mere gjorde, at også store dele af kystområderne var uattraktive, og bortvandringen var mærkbar langt ind i 1900-tallet.
Efter 2. verdenskrig gennemgik landskabet en bemærkelsesværdig forandring. Fra 150.000 indbyggere i 1945 voksede befolkningen til over 300.000 indbyggere år 2005, og fra at have været en agrar provins udviklede det sig til et industrialiseret område. Frem for alt var det det nordlige Halland, som havde den største udvikling, da steder som Kungsbacka og Onsala udviklede sig som pendlingsområder til Göteborg. Hallands kyster lokker nu til sig mængder af turister om sommeren, i særdeleshed Mellbystrand, Tylösand, Skrea strand samt Apelviken.

## Kendte
Den legendariske "Gøngehøvding" Svend Poulsen kom fra den sydhallandske by Laholm.
Prinsesse Lilian var hertuginde af Halland. I 1976 blev hun gift med prins Bertil, hertug af Halland. Prins Bertil døde i 1997.

## Landskabssymboler
Hallands våben viser en løve, landskabsdyr er laksen, Salmo salar, og landskabsblomst er håret visse, Genista pilosa.
Andre symboler er:
- Landskabsfugl: Vandrefalk, Falco peregrinus
- Landskabssvamp: Punktstokket Indigo-rørhat, Boletus luridiformis
- Landskabssten: Charnockit
- Landskabsfisk: Laks, Salmo salar
- Landskabsmos: Skinnende dronningemos, Hookeria lucens
- Landskabsinsekt: Oldenborre, Melolontha melolontha
- Landskabsæblesort: Brunnsäpple
- Landskabsgrundstof: Natrium (Na)